# Joe Skeen
Joseph Richard Skeen, detto Joe (Roswell, 30 giugno 1927 – Roswell, 7 dicembre 2003), è stato un politico statunitense, membro della Camera dei Rappresentanti per lo stato del Nuovo Messico dal 1981 al 2003.

## Biografia
Nato a Roswell, Skeen studiò alla Texas A&M University e successivamente si dedicò alla politica con il Partito Repubblicano.
Nel 1960 venne eletto all'interno della legislatura statale del Nuovo Messico, poi negli anni seguenti tentò diverse volte di farsi eleggere a cariche più alte: nel 1970 perse le elezioni a vicegovernatore, quindi nel 1974 e nel 1978 perse di misura le elezioni a governatore.
Nel 1980 il popolare deputato democratico Harold L. Runnels morì durante la campagna elettorale nella quale era l'unico candidato; i democratici poterono così sostituire il suo nome con quello di un altro candidato, mentre i repubblicani no dal momento che non avevano presentato nessun candidato prima della scadenza dei termini. La scelta del nuovo nome comportò tuttavia un'aspra frattura fra i democratici, che preferirono il nipote del governatore Bruce King, David, alla vedova di Rummels, Dorothy. Quest'ultima, amareggiata dalle scelte del partito, decise comunque di presentarsi alle elezioni come candidato write-in e i repubblicani approfittarono della situazione presentando anche loro un candidato write-in, per l'appunto Skeen. La spartizione del voto fra i due democratici favorì l'inserimento di Skeen, che riuscì a sorpresa a vincere di misura le elezioni.
Da allora Skeen venne rieletto alla Camera dei Rappresentanti per altri dieci mandati. Ormai anziano e affetto dalla malattia di Parkinson, Skeen annunciò il suo ritiro dal Congresso nel 2003 e morì a dicembre di quell'anno.